# Birsinghpur
Birsinghpur é uma cidade e uma nagar panchayat no distrito de Satna, no estado indiano de Madhya Pradesh.

## Demografia
Segundo o censo de 2001, Birsinghpur tinha uma população de 12 334 habitantes. Os indivíduos do sexo masculino constituem 53% da população e os do sexo feminino 47%. Birsinghpur tem uma taxa de literacia de 56%, inferior à média nacional de 59,5%; a literacia no sexo masculino é de 67% e no sexo feminino é de 43%. 18% da população está abaixo dos 6 anos de idade.